# 日本カトリック短期大学連盟
日本カトリック短期大学連盟（にほんカトリックたんきだいがくれんめい）は、日本カトリック学校連合会を構成するキリスト教カトリック系短期大学の教育連合組織である。2021年現在の加盟校は12校。

## 加盟校
| - 青森明の星短期大学 - 聖霊女子短期大学 - 聖園学園短期大学 - 桜の聖母短期大学 | - 星美学園短期大学 - 上智大学短期大学部 - 清泉大学短期大学部 - 大阪信愛学院短期大学 | - 和歌山信愛女子短期大学 - 聖カタリナ大学短期大学部 - 久留米信愛短期大学 - 鹿児島純心女子短期大学 |